# División de Kalat
La división de Kalat (en urdu : قلات ڈویژن) es una subdivisión administrativa de la provincia de Baluchistán en Pakistán. Cuenta con 2,5 millones de habitantes en 2017, y su capital es Khuzdar.
Como todas las divisiones pakistaníes, fue derogada en 2000 y luego restablecida en 2008.
La división reagrupa los distritos siguientes:
- Awaran
- Kalat
- Kharan
- Khuzdar
- Lasbela
- Mastung
- Shaheed Sikandarabad
- Washuk